# Saint-Martin-l'Ars
 Saint-Martin-l'Ars  es una población y comuna francesa, situada en la región de Poitou-Charentes, departamento de Vienne, en el distrito de Montmorillon y cantón de Availles-Limouzine.

## Demografía
| 850 | 748 | 599 | 515 | 417 | 389 |
| Para los censos de 1962 a 1999 la población legal corresponde a la población sin duplicidades (Fuente: INSEE [Consultar]) |     |     |     |     |     |